# Ben Mortley
Ben Mortley es un actor conocido por interpretar a Alberto Borelli en la serie australiana Mcleod's Daughters.

## Biografía
Ben se graduó del National Institute of Dramatic Art NIDA en 1997 con un a licenciatura en artes escénicas (actuación).

## Carrera
En 1991 apareció en la película Dingo donde dio vida al joven Peter. En el 2001 interpretó a José en la película Lantana. Ese mismo año participó en un episodio de la exitosa novela australiana Home and Away, donde interpretó a Aidan Bradley, el hijo de Margaret Bradley (interpretado por Sonja Tallis).
Desde el 2002 al 2003 apareció en la aclamada serie australiana Mcleod's Daughters donde interpretó a Alberto Borelli, el interés romántico de Jodi Fountain; por su actuación Ben fue nominado a los premios logie en el 2003 por "Most Popular New Male Talent".
En el 2012 aparecerá en la película Drift donde interpretará a Buzzcock junto a los actores Sam Worthington, Lesley-Ann Brandt y Xavier Samuel.

## Filmografía
- Series de Televisión.:

| Año         | Título             | Personaje       | Notas            |
| ----------- | ------------------ | --------------- | ---------------- |
| 2011        | Cloudstreet        | Gerry Clay      | 2 episodios      |
| 2002 - 2003 | Mcleod's Daughters | Alberto Borelli | 13 episodios     |
| 2001        | Home and Away      | Aidan Bradley   | episodio #1.3114 |

- Películas.:

| Año  | Título     | Personaje     | Notas                                                               |
| ---- | ---------- | ------------- | ------------------------------------------------------------------- |
| 2013 | Foreshadow | Luke Matthews | junto a Myles Pollard, Melanie Lyons, Nina Deasley & Simon Lockwood |
| 2012 | Drift      | Buzzcock      | junto a Sam Worthington, Xavier Samuel & Myles Pollard              |
| 2001 | Lantana    | José          | junto a Anthony LaPaglia & Rachael Blake                            |
| 1991 | Dingo      | Joven Peter   | junto a Colin Friels, Miles Davis & Helen Buday                     |

- Teatro.:[2]

| Año  | Obra                        | Personaje    | Director (a)   | Teatro                 | Notas                                                               |
| ---- | --------------------------- | ------------ | -------------- | ---------------------- | ------------------------------------------------------------------- |
| 2010 | Between Us                  | Carlo        | Jennifer Don   | Ensemble Theatre       | junto a Damian de Montemas, Caroline Craig & Katharine Cullen       |
| 2004 | Kimberly Akimbo             | -            | Kate Gaul      | Ensemble Theatre       | junto a Rupert Cox, Anni Finsterer & Melissa Jaffer                 |
| 2003 | The Lieutenant of Inishmore | -            | Neil Armfield  | Belvoir Street Theatre | junto a Tom Budge, Frank Gallacher, Rita Kalnejais & Dan Wyllie     |
| 2000 | Mojo                        | Sydney Potts | Morgan O'Neill | Wandering Wolf         | junto a Douglas Blaikie, Myles Pollard & John Schwartz              |
| 1998 | King Lear                   | Sydney Potts | Barrie Kosky   | Athenaeum Theatre      | junto a John Bell, Melita Jurisic, Russell Kiefel & Deborah Mailman |

## Premios y nominaciones
| Año  | Categoría                    | Premio      | Serie              | Resultado |
| ---- | ---------------------------- | ----------- | ------------------ | --------- |
| 2003 | Most Popular New Male Talent | Logie Award | Mcleod's Daughters | Nominado  |